# 白沙古鎮駅
白沙古鎮駅(はくさこちんえき）は、中華人民共和国 雲南省麗江市玉竜ナシ族自治県白沙鎮に位置する麗江軌道交通麗江雪山観光鉄道(1号線)の駅である。

## 隣の駅
麗江軌道交通
■  雪山観光線(1号線)
遊客中心駅 - 白沙古鎮駅 - 玉水寨駅

## 駅周辺
- 白沙古鎮